# Заркос
Заркос (на гръцки: Ζάρκος) е планинско възвишение северно и в центъра на тесалийското поле, Гърция.
Заркос разделя равнината на две полета – Трикалско и Лариско, по главните градове на областта. През него протича река Пеней.
Носи името си от едноименното село Зарко.